# Tour d'observation de Villingen

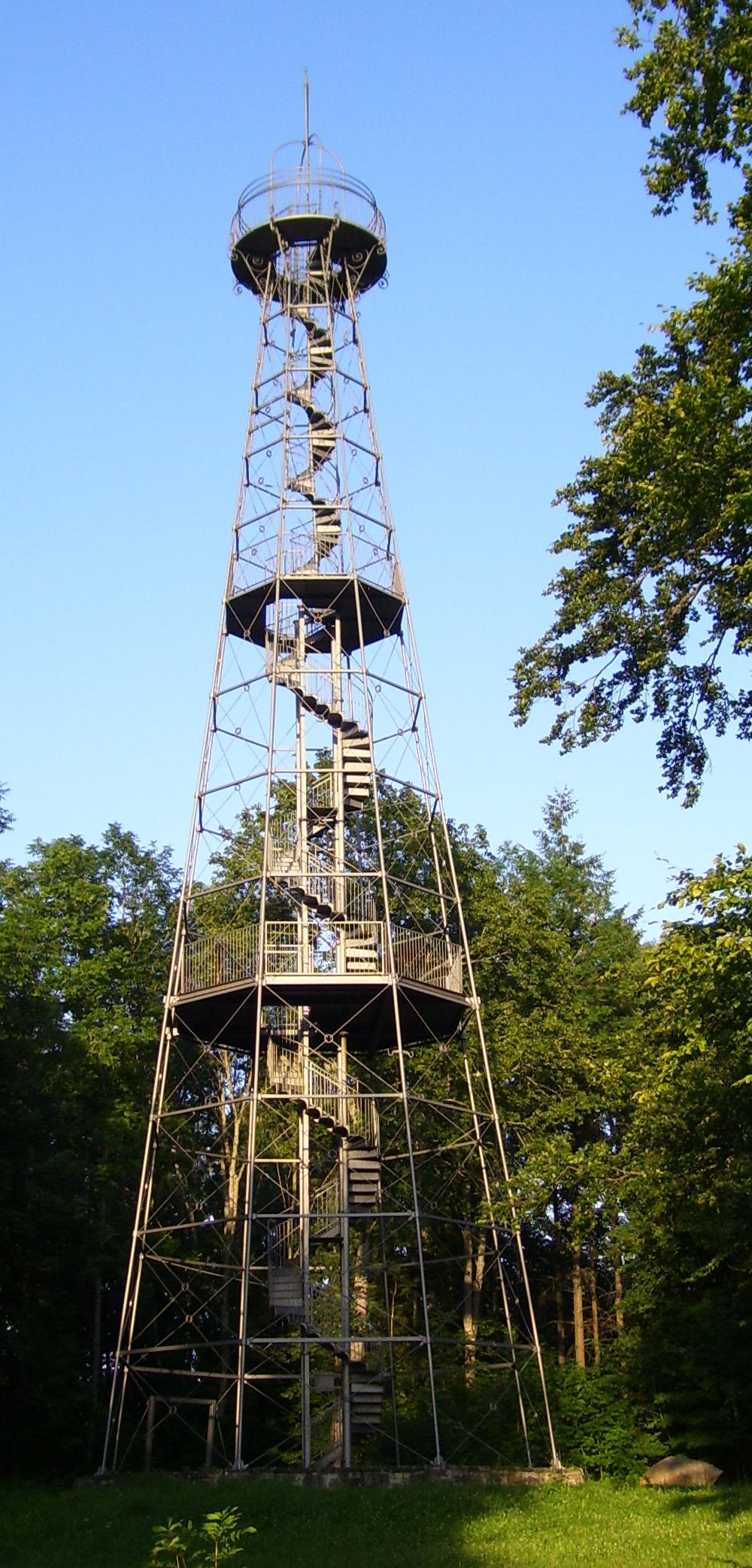
La tour d'observation de Villingen

La  tour d'observation de Villingen (en allemand Aussichtsturm auf der Wanne) est une tour en acier construite en 1888. Elle fait partie des plus anciennes tours en cadre d'acier.
Construite sur les hauteurs de la Wanne (montagne aux environs de Villingen-Schwenningen altitude 776 m) par la coopérative des tours panoramiques sous la direction de la fonderie de cloches Grüninger (Villingen), la tour s'élève jusqu'à une hauteur de 30 mètres. Elle dispose de trois plates-formes et se fait remarquer par sa forme inhabituelle (coupe transversale octogonale).